# 1999-es Formula–1 brit nagydíj
A brit nagydíj volt az 1999-es Formula–1 világbajnokság nyolcadik futama.

## Futam
A brit nagydíjon újra Häkkinen indult a pole-ból, Schumacher és Coulthard előtt. Schumacher rosszul rajtolt, így Coulthard és Irvine is megelőzte. A német a Stowe kanyarban megpróbálta visszaelőzni csapattársát, de fékhiba miatt nagy sebességgel a gumifalnak csapódott. Bár autója elnyelte az ütközési energia nagy részét, Schumacher lábtörést szenvedett. Alex Zanardi autója a rajtrácson ragadt, így a versenyt újraindították, Häkkinen ismét az élre állt. Úgy tűnt, a finn megnyeri a versenyt, de egyik kereke leesett az autójáról. Boxkiállása után visszatért a pályára, de kiállt, mivel túl veszélyes lett volna folytatni a versenyt. Ennek köszönhetően Coulthard győzött Irvine előtt, akit a skót a boxkiállások során megelőzött. A harmadik helyen Ralf Schumacher ért célba.
|         | Rsz. | Versenyző             | Csapat             | Körök | Idő/Kiesések                | Rajthely | Pontok |
| ------- | ---- | --------------------- | ------------------ | ----- | --------------------------- | -------- | ------ |
| 1       | 2    | David Coulthard       | McLaren-Mercedes   | 60    | 1:32:30,144                 | 3        | 10     |
| 2       | 4    | Eddie Irvine          | Ferrari            | 60    | +1,829                      | 4        | 6      |
| 3       | 6    | Ralf Schumacher       | Williams-Supertec  | 60    | +27,411                     | 8        | 4      |
| 4       | 8    | Heinz-Harald Frentzen | Jordan-Mugen-Honda | 60    | +27,789                     | 5        | 3      |
| 5       | 7    | Damon Hill            | Jordan-Mugen-Honda | 60    | +38,606                     | 6        | 2      |
| 6       | 12   | Pedro Diniz           | Sauber-Petronas    | 60    | +53,643                     | 12       | 1      |
| 7       | 9    | Giancarlo Fisichella  | Benetton-Playlife  | 60    | +54,614                     | 17       |        |
| 8       | 16   | Rubens Barrichello    | Stewart-Ford       | 60    | +1:08,590                   | 7        |        |
| 9       | 19   | Jarno Trulli          | Prost-Peugeot      | 60    | +1:12,045                   | 14       |        |
| 10      | 10   | Alexander Wurz        | Benetton-Playlife  | 60    | +1:12,123                   | 18       |        |
| 11      | 5    | Alessandro Zanardi    | Williams-Supertec  | 60    | +1:17,124                   | 13       |        |
| 12      | 17   | Johnny Herbert        | Stewart-Ford       | 60    | +1:17,709                   | 11       |        |
| 13      | 18   | Olivier Panis         | Prost-Peugeot      | 60    | +1:20,492                   | 15       |        |
| 14      | 11   | Jean Alesi            | Sauber-Petronas    | 59    | +1 kör                      | 10       |        |
| 15      | 21   | Marc Gené             | Minardi-Ford       | 58    | +2 kör                      | 22       |        |
| 16      | 15   | Takagi Toranoszuke    | Arrows             | 58    | +2 kör                      | 19       |        |
| Kiesett | 23   | Ricardo Zonta         | BAR-Supertec       | 41    | Felfüggesztés               | 16       |        |
| Kiesett | 1    | Mika Häkkinen         | McLaren-Mercedes   | 35    | Kerék                       | 1        |        |
| Kiesett | 22   | Jacques Villeneuve    | BAR-Supertec       | 29    | Féltengely                  | 9        |        |
| Kiesett | 20   | Luca Badoer           | Minardi-Ford       | 6     | Váltó                       | 21       |        |
| Kiesett | 14   | Pedro de la Rosa      | Arrows             | 0     | Váltó                       | 20       |        |
| NI      | 3    | Michael Schumacher    | Ferrari            | 0     | Fékkudarc újra-kezdés előtt | 2        |        |

## A világbajnokság élmezőnyének állása a verseny után
| H  | Versenyzők            | Pont | H  | Konstruktőrök      | Pont |
| -- | --------------------- | ---- | -- | ------------------ | ---- |
| 1. | Mika Häkkinen         | 40   | 1. | Ferrari            | 64   |
| 2. | Michael Schumacher    | 32   | 2. | McLaren-Mercedes   | 62   |
| 3. | Eddie Irvine          | 32   | 3. | Jordan-Mugen-Honda | 31   |
| 4. | Heinz-Harald Frentzen | 26   | 4. | Williams-Supertec  | 19   |
| 5. | David Coulthard       | 22   | 5. | Benetton-Playlife  | 14   |

## Statisztikák
Vezető helyen:
- Mika Häkkinen: 24 (1-24)
- Eddie Irvine: 1 (25)
- David Coulthard: 32 (26-42 / 46-60)
- Heinz-Harald Frentzen: 2 (43-44)
- Damon Hill: 1 (45)

David Coulthard 5. győzelme, Mika Häkkinen 16. pole-pozíciója, 10. leggyorsabb köre.
- McLaren 120. győzelme.